# Élections régionales de 2019 à Brême
Les élections régionales de 2019 à Brême (en allemand : Bürgerschaftswahl in Bremen 2019) se tiennent le 26 mai 2019, afin d'élire les 84 députés de la 20e législature du Bürgerschaft, pour un mandat de quatre ans.
Avec une participation en hausse de près de 14 points, ce scrutin est marqué par la première défaite du Parti social-démocrate depuis la fondation du Land. Le parti au pouvoir depuis plus de sept décennies est en effet devancé par l'Union chrétienne-démocrate et l'alliance qu'il forme depuis huit ans avec Les Verts perd sa majorité absolue.
Le président du Sénat social-démocrate Carsten Sieling, qui achève son premier mandat, renonce à se succéder. Le SPD le remplace par Andreas Bovenschulte, qui prend la tête d'une « coalition rouge-rouge-verte » unissant les deux partis du gouvernement et Die Linke. Cette configuration marque la première participation de la gauche radicale à un exécutif dans l'ancienne Allemagne de l'Ouest.

## Contexte
Au cours des élections régionales du 10 mai 2015, le Parti social-démocrate d'Allemagne (SPD), au pouvoir dans le Land depuis sa fondation, remporte une nouvelle victoire tout en réduisant sa majorité relative. L'Union chrétienne-démocrate d'Allemagne, en progression, retrouve son statut de deuxième parti de Brême. Récemment apparu sur la scène politique, l'Alternative pour l'Allemagne (AfD) parvient à entrer au Bürgerschaft, où le Parti libéral-démocrate (FDP) fait son retour après quatre années d'absence. La participation, qui tombe à seulement 50 % des inscrits, est la plus faible jamais enregistrée dans un territoire de l'ancienne Allemagne de l'Ouest.
Le mauvais résultat enregistré par les sociaux-démocrates conduit le président du Sénat Jens Böhrnsen renonce à se succéder et son parti choisit le député fédéral Carsten Sieling pour le remplacer ; ce dernier confirme la coalition unissant le SPD à l'Alliance 90 / Les Verts (Grünen) depuis quatre ans et qui dispose d'une majorité rétrécie de 43 députés sur 83, soit 14 de moins que sous la précédente législature.
Au cours de la 19e législature, il est décidé que le nombre de députés sera de 84 après le scrutin de 2019. Cette décision accroît d'un siège la représentation de la ville de Brême, qui passe à 69 sièges, et évite qu'en conservant le total de 83 élus, la ville de Bremerhaven perde un de ses 15 parlementaires.

## Mode de scrutin
Le Bürgerschaft est constitué de 84 députés (en allemand : Mitglied des Bürgerschaft, MdB), élus pour une législature de quatre ans au suffrage universel direct et suivant le scrutin proportionnel de Sainte-Laguë. Le droit de vote est ouvert à partir de 16 ans révolus.
Chaque électeur dispose de cinq voix, qu'il peut attribuer à une ou plusieurs listes de candidats présentés par les partis politiques au niveau de la circonscription, ou à un ou plusieurs candidats selon les règles du panachage et du vote cumulatif. Le Land compte deux circonscriptions : Brême et Bremerhaven.
Lors du dépouillement, les 69 sièges de Brême et les 15 sièges de Bremerhaven sont répartis en fonction des voix récoltées au niveau de la ville, entre les partis ayant remporté au moins 5 % des suffrages exprimés dans la circonscription concernée.
Les sièges sont attribués en priorité aux candidats ayant reçu le plus grand nombre de suffrages sur leur nom.

## Campagne

### Principaux partis
| Parti | Parti                                                                              | Idéologie                                                                   | Chef de file                         | Résultat en 2015           |
| ----- | ---------------------------------------------------------------------------------- | --------------------------------------------------------------------------- | ------------------------------------ | -------------------------- |
|       | Parti social-démocrate d'Allemagne Sozialdemokratische Partei Deutschlands         | Centre gauche Social-démocratie, troisième voie, progressisme               | Carsten Sieling (Président du Sénat) | 32,8 % des voix 29 députés |
|       | Union chrétienne-démocrate d'Allemagne Christlich Demokratische Union Deutschlands | Centre droit Démocratie chrétienne, libéral-conservatisme                   | Carsten Meyer-Heder (en)             | 22,4 % des voix 20 députés |
|       | Alliance 90 / Les Verts Bündnis 90/Die Grünen                                      | Centre gauche Écologie politique, progressisme                              | Maike Schaefer (de)                  | 15,1 % des voix 14 députés |
|       | Die Linke                                                                          | Extrême gauche à gauche Socialisme démocratique, anticapitalisme, populisme | Kristina Vogt                        | 9,5 % des voix 8 députés   |
|       | Parti libéral-démocrate Freie Demokratische Partei                                 | Centre droit à droite Libéralisme, libéralisme économique                   | Lencke Steiner (en)                  | 6,6 % des voix 6 députés   |
|       | Alternative pour l'Allemagne Alternative für Deutschland                           | Droite à extrême droite Euroscepticisme, national-conservatisme, populisme  | Frank Magnitz                        | 5,5 % des voix 5 députés   |
|       | Citoyens en colère Bürger in Wut                                                   | Droite Nationalisme, populisme                                              | Hinrich Lührssen                     | 3,2 % des voix 1 député    |

### Sondages
| Institut                            | Date       | CDU    | SPD    | Grünen | FDP    | Linke  | AfD    | BiW   |
| ----------------------------------- | ---------- | ------ | ------ | ------ | ------ | ------ | ------ | ----- |
| Institut                            | Date       |        |        |        |        |        |        |       |
| Forschungsgruppe Wahlen             | 23/05/2019 | 26,0 % | 24,5 % | 18,0 % | 5,0 %  | 12,0 % | 7,0 %  | 3,0 % |
| INSA                                | 21/05/2019 | 28,0 % | 23,0 % | 18,0 % | 6,0 %  | 11,0 % | 6,0 %  | 2,0 % |
| Infratest dimap                     | 16/05/2019 | 27,0 % | 24,0 % | 18,0 % | 5,0 %  | 12,0 % | 6,0 %  | 3,0 % |
| Forschungsgruppe Wahlen             | 16/05/2019 | 26,0 % | 24,5 % | 18,0 % | 5,5 %  | 12,0 % | 8,0 %  | 3,0 % |
| Infratest dimap                     | 07/05/2019 | 26,0 % | 25,0 % | 18,0 % | 6,0 %  | 12,0 % | 8,0 %  | -     |
| INSA                                | 02/04/2019 | 25,0 % | 25,0 % | 19,0 % | 7,0 %  | 11,0 % | 7,0 %  | 2,0 % |
| Infratest dimap                     | 07/02/2019 | 25,0 % | 24,0 % | 18,0 % | 6,0 %  | 13,0 % | 8,0 %  | -     |
| Forschungsgruppe Wahlen Telefonfeld | 10/09/2018 | 26,0 % | 26,0 % | 20,0 % | 7,0 %  | 12,0 % | 6,0 %  | -     |
| pollytix                            | 03/08/2018 | 24,0 % | 28,0 % | 14,0 % | 10,0 % | 14,0 % | 8,0 %  | -     |
| INSA                                | 28/05/2018 | 24,0 % | 22,0 % | 14,0 % | 9,0 %  | 17,0 % | 10,0 % | -     |
| Infratest dimap                     | 01/05/2018 | 24,0 % | 26,0 % | 14,0 % | 7,0 %  | 15,0 % | 9,0 %  | -     |
| Infratest dimap                     | 19/01/2017 | 24,0 % | 29,0 % | 13,0 % | 8,0 %  | 11,0 % | 11,0 % | -     |
| Infratest dimap                     | 10/05/2016 | 22,0 % | 29,0 % | 16,0 % | 7,0 %  | 10,0 % | 11,0 % | -     |
| Dernières élections                 | 10/05/2015 | 22,4 % | 32,8 % | 15,1 % | 6,6 %  | 9,5 %  | 5,5 %  | 3,2 % |

## Résultats
|                          |                                              |         |       |      |        |               |  |  |
| Parti                    | Parti                                        | Voix    | %     | +/-  | Sièges | +/-           |  |  |
|                          | Union chrétienne-démocrate d'Allemagne (CDU) | 391 709 | 26,66 | 4,24 | 24     | 4             |  |  |
|                          | Parti social-démocrate d'Allemagne (SPD)     | 366 375 | 24,93 | 7,91 | 23     | 7             |  |  |
|                          | Alliance 90 / Les Verts (Grünen)             | 256 181 | 17,43 | 2,30 | 16     | 2             |  |  |
|                          | Die Linke (Linke)                            | 166 378 | 11,32 | 1,78 | 10     | 2             |  |  |
|                          | Alternative pour l'Allemagne (AfD)           | 89 939  | 6,12  | 0,61 | 5      | 1             |  |  |
|                          | Parti libéral-démocrate (FDP)                | 87 420  | 5,95  | 0,62 | 5      | 1             |  |  |
|                          | Citoyens en colère (BiW)                     | 35 808  | 2,44  | 0,79 | 1      | en stagnation |  |  |
|                          | Die PARTEI                                   | 24 433  | 1,66  | 0,21 | 0      | en stagnation |  |  |
|                          | Électeurs libres (FW)                        | 14 205  | 0,97  | Nv.  | 0      | Nv.           |  |  |
|                          | Parti des pirates (PIRATEN)                  | 14 143  | 0,96  | 0,56 | 0      | en stagnation |  |  |
|                          | Parti des humanistes (PdH)                   | 6 655   | 0,45  | Nv.  | 0      | Nv.           |  |  |
|                          | Autres partis                                | 16 260  | 1,11  | -    | 0      | en stagnation |  |  |
|                          |                                              |         |       |      |        |               |  |  |
| Votes valides            | Votes valides                                | 297 553 | 97,68 |      |        |               |  |  |
| Votes blancs et nuls     | Votes blancs et nuls                         | 7 073   | 2,32  |      |        |               |  |  |
| Total                    | Total                                        | 304 626 | 100   | -    | 84     | 1             |  |  |
| Abstentions              | Abstentions                                  | 170 856 | 35,93 |      |        |               |  |  |
| Inscrits / participation | Inscrits / participation                     | 475 482 | 64,07 |      |        |               |  |  |

### Analyse
Le SPD subit une défaite historique dans une région qu'il gouverne depuis plus de 70 ans. La CDU devance pour la première fois le SPD, gagnant 4 sièges, alors que Les Verts et la Linke augmentent leurs résultats de manière non négligeable.

#### Sociologique
| Catégorie                      | CDU  | SPD  | Grünen | Linke | AfD  | FDP | BiW |
| ------------------------------ | ---- | ---- | ------ | ----- | ---- | --- | --- |
| Catégorie                      |      |      |        |       |      |     |     |
| Sexe                           |      |      |        |       |      |     |     |
| Hommes                         | 27 % | 24 % | 16 %   | 11 %  | 7 %  | 7 % | 3 % |
| Femmes                         | 26 % | 26 % | 21 %   | 11 %  | 5 %  | 5 % | 2 % |
| Âge                            |      |      |        |       |      |     |     |
| Moins de 30 ans                | 15 % | 17 % | 27 %   | 17 %  | 4 %  | 8 % | 1 % |
| 30-44 ans                      | 23 % | 21 % | 22 %   | 12 %  | 7 %  | 6 % | 2 % |
| 45-59 ans                      | 29 % | 24 % | 17 %   | 10 %  | 8 %  | 5 % | 3 % |
| Plus de 60 ans                 | 35 % | 33 % | 10 %   | 8 %   | 4 %  | 5 % | 3 % |
| Statut                         |      |      |        |       |      |     |     |
| Ouvrier                        | 21 % | 31 % | 11 %   | 10 %  | 12 % | 5 % | 4 % |
| Employé                        | 27 % | 24 % | 19 %   | 11 %  | 5 %  | 6 % | 2 % |
| Fonctionnaire                  | 32 % | 27 % | 17 %   | 11 %  | 3 %  | 5 % | 2 % |
| Indépendant                    | 34 % | 16 % | 21 %   | 11 %  | 5 %  | 8 % | 2 % |
| Études                         |      |      |        |       |      |     |     |
| Hauptschulabschluss            | 25 % | 39 % | 7 %    | 7 %   | 9 %  | 5 % | 4 % |
| Mittlere Reife                 | 27 % | 26 % | 14 %   | 9 %   | 9 %  | 6 % | 4 % |
| Abitur (baccalauréat)          | 26 % | 20 % | 20 %   | 14 %  | 4 %  | 7 % | 2 % |
| Hochschulabschluss (supérieur) | 26 % | 21 % | 25 %   | 14 %  | 3 %  | 6 % | 1 % |

### Conséquences
Le 1er juillet 2019, le SPD, les Grünen et la Linke annoncent avoir conclu un accord pour former une coalition rouge-rouge-verte, qui signe la première participation de la gauche radicale à un exécutif dans l'ancienne Allemagne de l'Ouest. Les sociaux-démocrates choisissent trois jours plus tard de remplacer le président du Sénat Carsten Sieling par le président du groupe parlementaire Andreas Bovenschulte, qui entame alors son premier mandat au Bürgerschaft.
Lors d'une séance du parlement régional le 15 août, Andreas Bovenschulte est élu président du Sénat par 47 voix pour et 35 voix contre, soit quatre voix de plus que la majorité requise mais trois suffrages de moins que le total de sa coalition.